# Thorin (chimie)
Pour les articles homonymes, voir Thorin (homonymie).
Ne doit pas être confondu avec Thoron.
Le thorin, également appelé thoron ou thoronol, est un composé chimique organoarsénié, utilisé comme indicateur pour détecter la présence de composés du baryum, du béryllium, du lithium, de l'uranium et du thorium et comme agent complexant. Comme il contient de l'arsenic, il est hautement toxique.

## Propriétés
Le thorin se présente sous la forme d'un solide rouge, soluble dans l'eau.